# Массовое убийство в Курраме (2023)
Массовое убийство в Курраме — инцидент, произошедший 4 мая 2023 года в пакистанском округе Куррам. Стрельба произошла в средней школе провинции Хайбер-Пахтунхве, в результате чего погибли семь человек. Ранее в тот же день учитель из той же школы был застрелен в ходе отдельного нападения.

## Ход событий
4 мая 2023 года группа нападавших окружила государственную среднюю школу в Тари-Мангале, где в этот день проходили выпускные экзамены. Затем группа нападавших зашла в школу и открыла огонь из огнестрельного оружия в комнате персонала, убив семь человек, в том числе пять учителей, а также дежурного и рабочего. Некоторые из убитых принадлежали к шиитскому меньшинству Пакистана, которое часто становится мишенью радикалов. Большинство учителей были из местного племени тури. Сотрудники правоохранительных органов Пакистана также подверглись нападению во время прибытия по тревоге к средней школе, в результате чего трое полицейских получили ранения.
Ранее в тот же день учитель-суннит из той же школы был застрелен в Курраме в ходе отдельного нападения. Предполагается, что массовая стрельба, возможно, была проведена в ответ на это убийство.

## Развитие событий
Чрезвычайная ситуация была объявлена во всех учреждениях здравоохранения Куррама, а администрация Кохата распорядилась отложить экзамены для девяти- и десятиклассников. Преступникам удалось скрыться с места преступления, они объявлены в розыск.

## Мотив
Региональные власти представили противоречивые мотивы стрельбы: главный министр провинции заявил, что это произошло из-за имущественного спора, а комиссар сказал, что это произошло из-за межконфессионального антагонизма.

## Реакция
Временно исполняющий обязанности главного министра Хайбер-Пахтунхвы Мухаммад Азам Хан заявил, что причиной стрельбы стал земельный спор. Офицер полиции округа Верхний Куррам Мухаммад Имран отреагировал на инцидент, принял меры безопасности и перекрыл движение, а также начал переговоры с вождями племен, чтобы вернуть ситуацию в нормальное русло. Премьер-министр Шахбаз Шариф и исполняющий обязанности главного министра Хайбер-Пахтунхвы запросили отчёты о нападениях, а министр внутренних дел Рана Санаулла написал в Твиттере, что виновные понесут наказание.
Президент страны Ариф Алви и министр иностранных дел Билавал Зардари призвали к наказанию виновных в нападении. Бывший президент Пакистана Асиф Али Зардари также осудил нападение на среднюю школу в Курраме.